# Feldkirch–Buchs-vasútvonal
A Feldkirch–Buchs-vasútvonal egy normál nyomtávolságú, 15 kV 16,7 Hz-cel villamosított, 18,5 km hosszúságú egyvágányú vasútvonal az osztrák Feldkirch és az svájci Buchs között. A vonal keresztülhalad Liechtenstein törpeállamon is.

## Története
A vonalat 1872-ben, a Vorarlbergbahnnal egyidőben nyitották meg, és 1926-ban villamosították. Néhány regionális vonatpár és autóbusz, valamint néhány nemzetközi vonat (EuroCity, InterCity és Railjet) közlekedik rajta, amelyek megállás nélkül közlekednek Feldkirch és Buchs között.
2008 júniusában Sankt Gallen kanton, Vorarlberg szövetségi állam és a Liechtensteini Hercegség megállapodást írt alá egy projektről, amelynek célja a vonal (és a környező vonalak) korszerűsítése és a vasúti forgalom növelése. Az S-Bahn Liechtenstein elnevezésű projektet Liechtenstein és Ausztria egy 2020 áprilisában aláírt szándéknyilatkozatban hagyta jóvá, és a terv szerint 2027-re kellett volna teljes egészében megvalósulnia, becsült költsége pedig 187 millió euró. 2020. augusztus 30-án azonban ezt a tervet a liechtensteini választók 62,3%-a egy népszavazáson elutasította.

## Képek

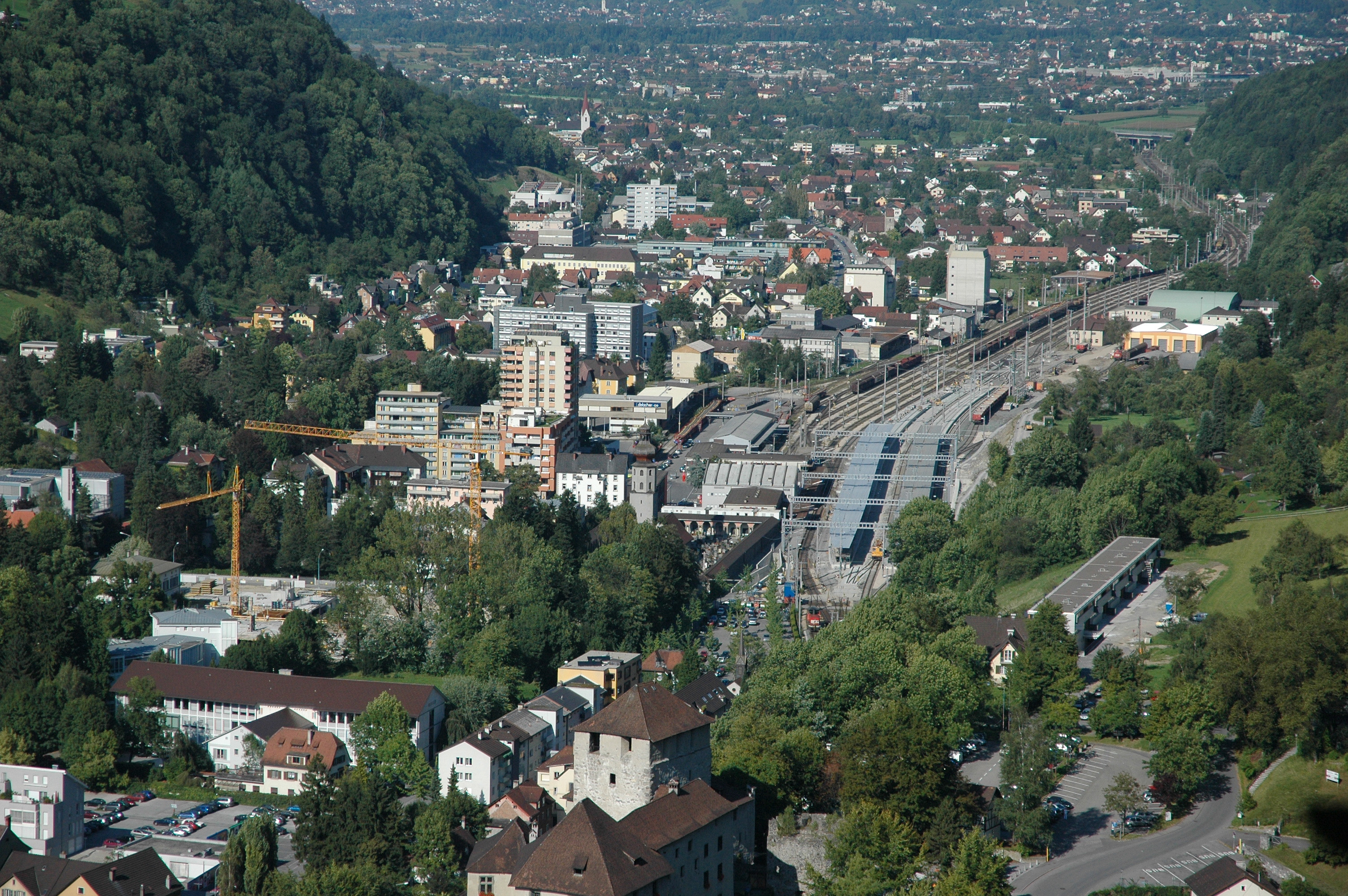
Feldkirch városközpont és a vasútállomás
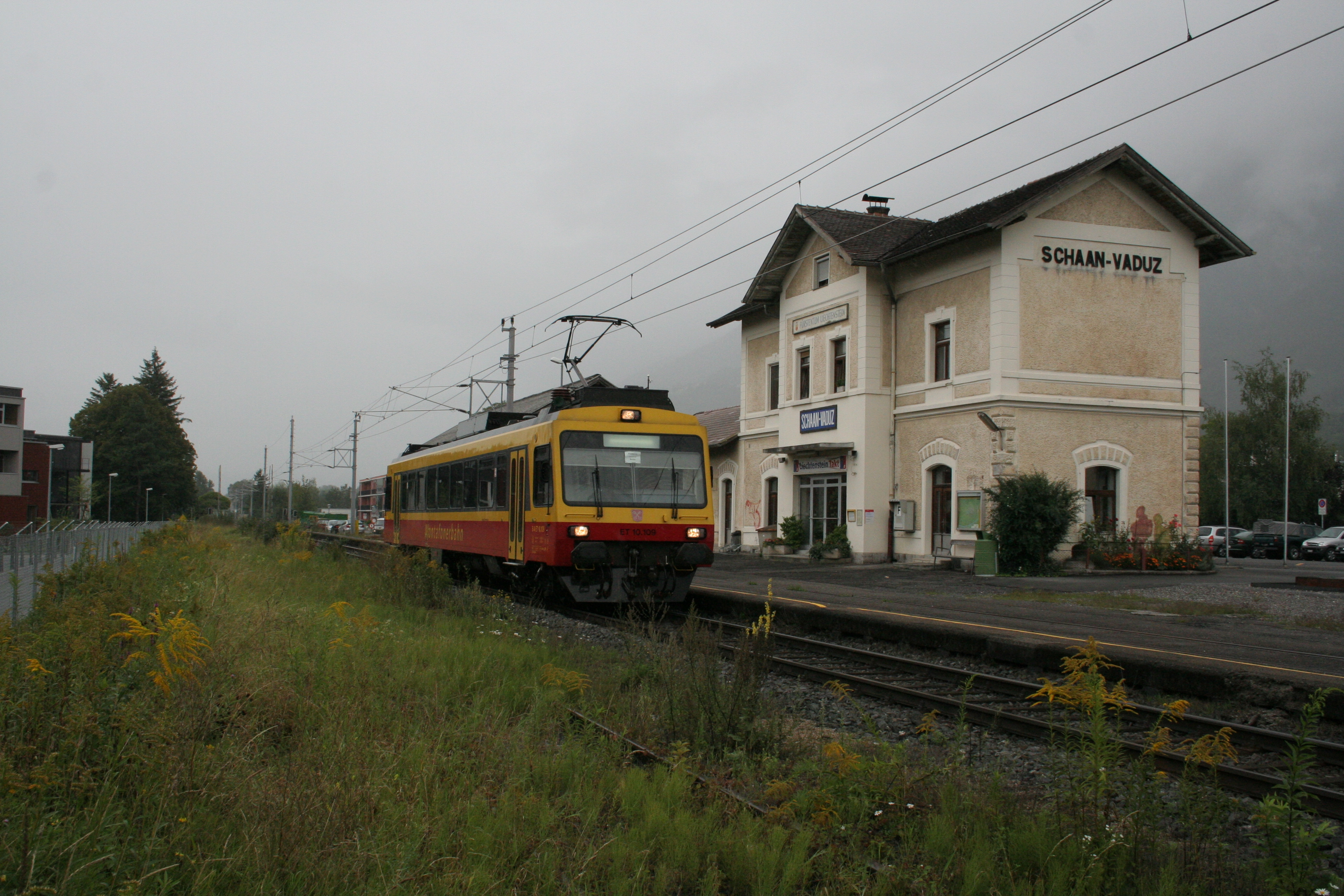
Schaan-Vaduz állomás
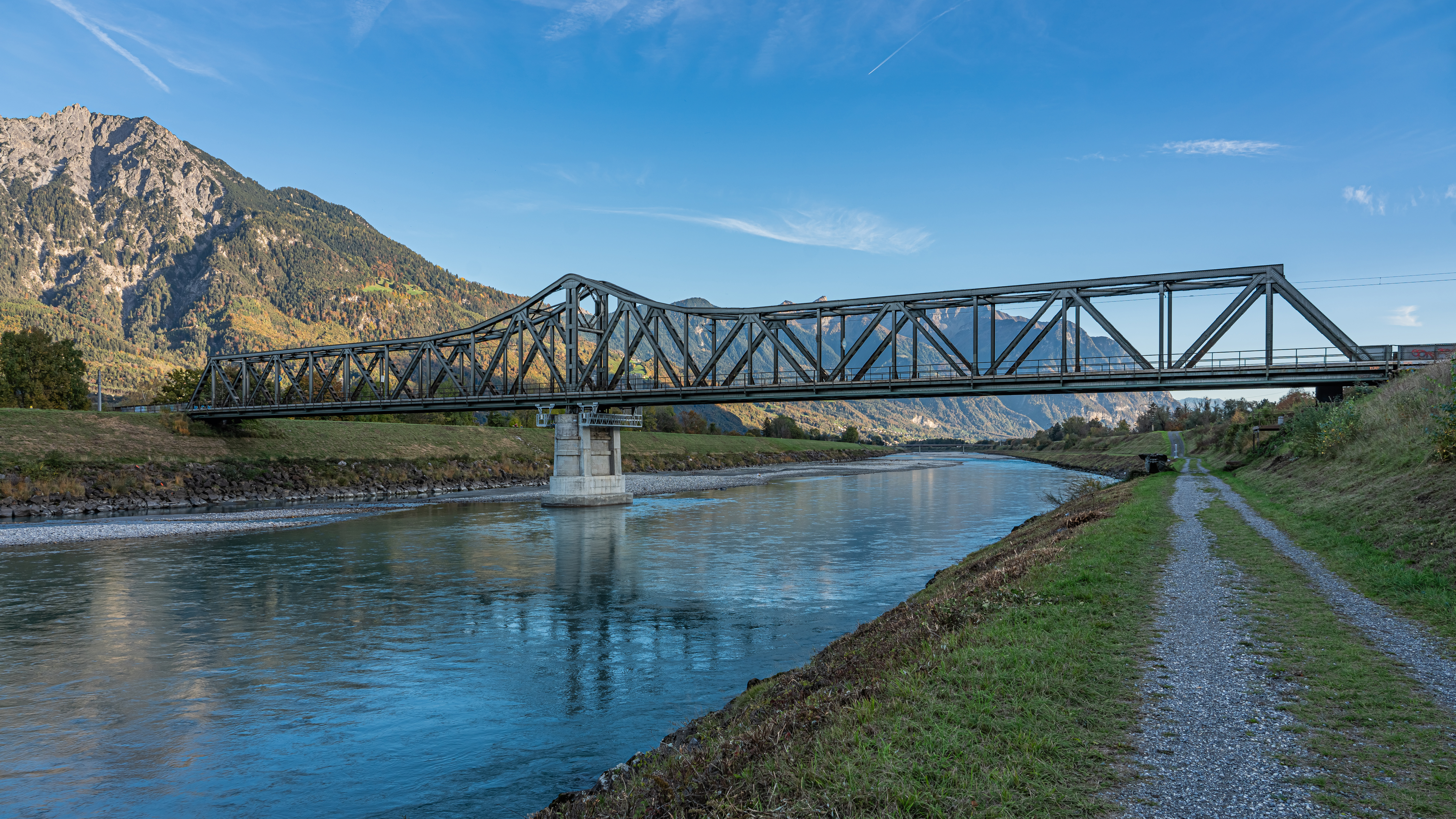
Híd a Rajna felett Svájc és Liechtenstein között
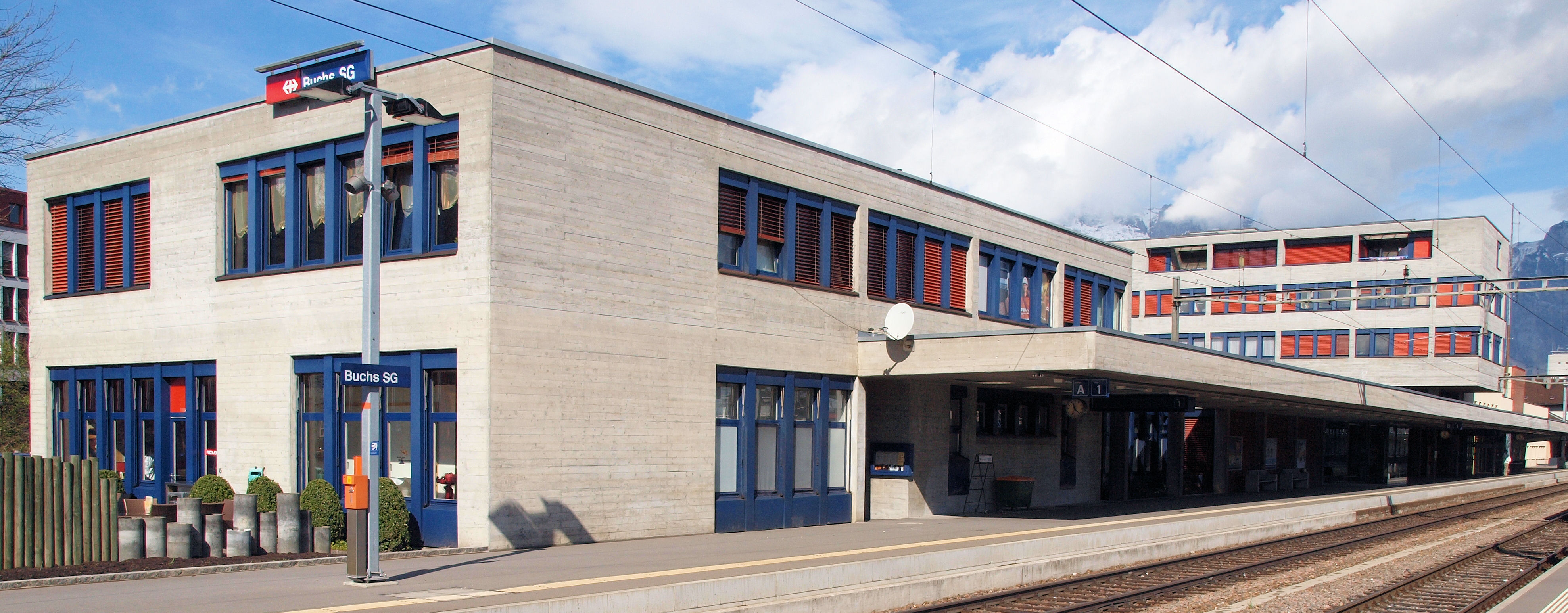
Buchs állomás